# Parthenicus fuscosus
Parthenicus fuscosus är en insektsart som beskrevs av Knight 1968. Parthenicus fuscosus ingår i släktet Parthenicus och familjen ängsskinnbaggar. Inga underarter finns listade i Catalogue of Life.